# Michael Jackson: 30th Anniversary Special
Michael Jackson: 30th Anniversary Special – koncert zorganizowany w Madison Square Garden mający pierwotnie na celu promocję nowej płyty Michaela Jacksona – Invincible. Po ukazaniu się informacji, iż Michael Jackson zrywa kontrakt, firma sponsorująca Sony BMG wycofała się z promocji płyty. Za dwa występy Michael Jackson zarobił 30 mln.$. Na imprezie wystąpili m.in. Usher, Whitney Houston, Beyoncé czy Liza Minnelli.

## Lista występów
- „Wanna Be Startin’ Somethin’” Usher, Mýa i Whitney Houston
- „Ben” - Billy Gilman
- „It Wasn’t Me – Shaggy featuring Rikrok
- „Heal the World” - Mýa, Deborah Cox, Rah Digga, Monica i Tamia
- „My Baby” – Lil’ Romeo featuring Master P
- „She’s Out of My Life” – Marc Anthony
- „Bootylicious” – Destiny’s Child
- „You Are Not Alone” - Liza Minnelli
- „I Just Can’t Stop Loving You” – James Ingram i Gloria Estefan
- „Man in the Mirror” - 98 Degrees i Luther Vandross
- „Can You Feel It” - The Jacksons
- „HIStory Intro” - The Jacksons
- „ABC” - The Jacksons
- „The Love You Save” - The Jacksons
- „I’ll Be There” - The Jacksons
- „I Want You Back” - The Jacksons
- „Dancing Machine” - The Jacksons i *NSYNC
- „Shake Your Body (Down to the Ground)” - The Jacksons
- „The Way You Make Me Feel” - Michael Jackson i *Britney Spears *(second night performance only)
- „Black or White” - Michael Jackson
- „Beat It” - Michael Jackson
- „Billie Jean” - Michael Jackson
- „You Rock My World” - Michael Jackson, Chris Tucker i Usher
- „We Are the World” - wszyscy wykonawcy

## Daty koncertów
| Data             | Miasto    | Kraj | Miejsce               |
| ---------------- | --------- | ---- | --------------------- |
| 7 września 2001  | Nowy Jork | USA  | Madison Square Garden |
| 10 września 2001 | Nowy Jork | USA  | Madison Square Garden |